# Les Vacances du diable
Les Vacances du diable est un film français d'Alberto Cavalcanti sorti en 1931.

## Synopsis
Une jeune et jolie femme, exerçant le métier de mannequin fait la conquête d'un jeune homme de bonne famille bourgeoise habitant la campagne, instruit d’une façon austère et rigide. Après l'avoir épousé, ce joli mannequin arrive chez ses beaux-parents pour y passer quelques jours de vacances, mais rapidement elle devient indésirable. 

## Fiche technique
- Réalisation : Alberto Cavalcanti
- Scénario : Edmund Goulding, adaptation d'Alberto Cavalcanti, dialogues de Georges Neveux
- Photographie : Enzo Riccioni
- Société de production : Paramount Pictures
- Genre : comédie dramatique
- Durée : inconnue
- Date de sortie :
  - France : 27 mars 1931

## Distribution
- Marcelle Chantal : Betty Williams
- Thomy Bourdelle : Mark Stone
- Jeanne Fusier-Gir : la standardiste
- Jacques Varennes : Charlie Thorne
- Rachel Launay : Mary
- Charlotte Martens : Anna
- Robert Hommet : Allan Stone
- Maurice Schutz : David Stone
- Pierre Richard-Willm : Dr Reynolds
- Raymond Leboursier : Monk McConnell
- Louis Kerly : Kent Carr
- Lucien Callamand : Hammon